# Puchar Króla (2023/2024)
Puchar Króla (2023/2024) – 120. edycja Pucharu Króla. Rozgrywki rozpoczęły się 11 października 2023 i zakończyły się finałem rozgrywanym na Estadio La Cartuja w Sewilli 6 kwietnia 2024. W finale Athletic Bilbao pokonał RCD Mallorcę 4:2 w serii rzutów karnych (w meczu i po dogrywce padł remis 1:1).

## Zakwalifikowane drużyny
4 uczestnicy Superpucharu Hiszpanii 2023/24:
| - FC Barcelona - CA Osasuna - Real Madryt - Atlético Madryt |

16 drużyn z Primera División (2022/2023):
| - Almería - Athletic Bilbao - Cádiz CF - Celta Vigo - Elche CF - RCD Espanyol - Getafe CF - Girona | - RCD Mallorca - Rayo Vallecano - Real Betis - Real Sociedad - Sevilla FC - Valencia CF - Villarreal CF - Real Valladolid |

21 drużyn z Segunda División (2022/2023):
| - Deportivo Alavés - Albacete - FC Andorra - Burgos CF - FC Cartagena - SD Eibar - Granada CF - SD Huesca - UD Ibiza - UD Las Palmas - CD Leganés | - CD Lugo - Málaga CF - CD Mirandés - SD Ponferradina - Real Oviedo - SD Ponferradina - Racing Santander - Sporting Gijón - CD Tenerife - Real Saragossa |

10 drużyn z Primera Federación (2022/2023).
Zespoły z pięciu najlepszych miejsc z dwóch grup (oprócz drużyn rezerw):
| - AD Alcorcón - SD Amorebieta - CD Castellón - Deportivo La Coruña - CD Eldense | - Gimnàstic Tarragona - CD Linares - Real Murcia - Racing Ferrol - Unionistas |

26 drużyn z Segunda Federación (2022/2023).
Zespoły z pięciu najlepszych miejsc z pięciu grup (oprócz drużyn rezerw):
| - Antequera CF - CD Arenteiro - Atlético Sanluqueño - Real Avilés - CP Cacereño - SD Compostela - Gernika Club - Gimnástica Segoviana CF - CD Guijuelo - Hércules CF - Ibiza Islas Pitiusas - CE Manresa - UD Melilla | - CD Navalcarnero - SCR Peña Deportiva - Recreativo Huelva - Sestao River Club - SD Tarazona - CD Teruel - Terrassa FC - CD Tudelano - UCAM Murcia - Utebo FC - CF Villanovense - Yeclano Deportivo - Zamora CF |

24 drużyny z Tercera Federación (2022/2023).
Zwycięzcy każdej z osiemnastu grup (oprócz drużyn rezerw) plus siedem najlepszych drużyn z drugich miejsc:
| - Águilas FC - CE Andratx - Arandina CF - Arosa CF - Atlético Antoniano - Atlético Astorga - Atzeneta Unió - CD Azuaga - Barakaldo CF - CF Cayón - CD Covadonga - CE Europa | - Real Jaén - AD Llerenense - CF Lorca Deportiva - CE Manacor - CD Manchego - Marbella FC - CD Mensajero - Náxara CD - Orihuela CF - CD Elemental Ursaria - CD Valle de Egüés - CD Varea |

4 półfinaliści Copa Federación w sezonie 2022/23:
| - Badalona Futur - CD San Roque Lepe | - CF Talavera de la Reina - UD Logroñés |

20 najlepszych drużyn niezakwalifikowanych do piątego poziomu ligowego w sezonie 2022/23:
| - Atlético Lugones - CD Boiro - CD Buñol - CD Ceuta 6 de Junio - Chiclana CF - Deportivo Murcia - Ceuta 6 de Junio - CP Mijas-Las Lagunas - Melilla CD - CD Monte | - CD Pradejón - CD Quintanar - Rotlet Molinar - Unió Rubí - CD Santurtzi - CD Sauzal - CF Tardienta - Turégano CF - Unión Zona Norte - CD Zirauki |

## Harmonogram i format rozgrywek
W sierpniu 2023 r. RFEF potwierdził kalendarz Pucharu Króla sezonu 2023/24 oraz identyczny format, jak w poprzednim sezonie.
| Runda          | Data losowania       | Terminy meczów                      | Ilość meczów | Liczba zespołów | Drużyny wchodzące do gry |
| -------------- | -------------------- | ----------------------------------- | ------------ | --------------- | --- |
| Runda wstępna  | 27 września 2023     | 11–12 października 2023             | 10           | 120 → 110       | Nowi uczestnicy: Kluby zakwalifikowane do piątego poziomu rozgrywek 2022–23 Rozstawienie przeciwników: Zespoły rozstawione zgodnie z kryteriami bliskości. Rozstawianie drużyn lokalnych: Losowanie. Typ turnieju pucharowego: pojedynczy mecz. |
| Pierwsza runda | 17 października 2023 | 31 października, 1–2 listopada 2023 | 55           | 110 → 55        | Nowi uczestnicy: Wszystkie zakwalifikowane drużyny z wyjątkiem czterech uczestników Superpucharu Hiszpanii. Rozstawianie przeciwników: Drużyny z La Liga zmierzyły się z drużynami z najniższych dywizji. Cztery pozostałe drużyny zmierzą się z drużynami z Segunda División B. Rozstawianie drużyn lokalnych: Mecz rozgrywany u siebie w drużynie z niższej ligi. Typ turnieju pucharowego: pojedynczy mecz. |
| Druga runda    | 15 listopada 2023    | 22 listopada, 5 – 7 grudnia 2023    | 28           | 56 → 28         | Rozstawianie przeciwników: Drużyny z najniższych dywizji zmierzą się z drużynami La Liga. Rozstawianie drużyn lokalnych: mecz rozgrywany u siebie w drużynie z niższej ligi. Typ turnieju pucharowego: pojedynczy mecz. |
| 1/16 finału    | 12 grudnia 2023      | 6 – 7 stycznia 2024                 | 16           | 32 → 16         | Nowi uczestnicy: Do gry wchodzą czterej uczestnicy Superpucharu Hiszpanii. Rozstawianie przeciwników: Drużyny z najniższych dywizji zmierzą się z drużynami La Liga Rozstawianie drużyn lokalnych: Mecz rozgrywany u siebie w drużynie z niższej ligi. Typ turnieju pucharowego: pojedynczy mecz. |
| 1/8 finału     | 8 stycznia 2024      | 16 – 18 stycznia 2024               | 8            | 16 → 8          | Rozstawianie przeciwników: Drużyny z najniższych dywizji zmierzą się z drużynami La Liga Rozstawianie drużyn lokalnych: mecz rozgrywany u siebie w drużynie z niższej ligi. Typ turnieju pucharowego: pojedynczy mecz. |
| 1/4 finału     | 19 stycznia 2024     | 23 – 25 stycznia 2024               | 4            | 8 → 4           | Rozstawianie przeciwników: Losowanie Rozstawianie drużyn lokalnych: mecz rozgrywany u siebie w drużynie z niższej ligi. Typ turnieju pucharowego: pojedynczy mecz. |
| 1/2 finału     | 26 stycznia 2024     | 6 – 7 lutego 2024                   | 4            | 4 → 2           | Rozstawianie przeciwników: Losowanie. Rozstawianie drużyn lokalnych: mecz rozgrywany u siebie w drużynie z niższej ligi. Typ turnieju pucharowego: dwumecz. |
| 1/2 finału     | 26 stycznia 2024     | 27 i 29 lutego 2024                 | 4            | 4 → 2           | Rozstawianie przeciwników: Losowanie. Rozstawianie drużyn lokalnych: mecz rozgrywany u siebie w drużynie z niższej ligi. Typ turnieju pucharowego: dwumecz. |
| Finał          | 26 stycznia 2024     | 6 kwietnia 2024                     | 1            | 2 → 1           | Pojedynczy mecz rozgrywany na Estadio La Cartuja w Sewilli. Zwycięzca meczu wywalczył kwalifikację do Ligi Europy UEFA (2024/2025). |

## Runda wstępna
Drużyny rozlosowano według kryterium geograficznego, aby zespoły gości miały możliwie najmniejszą odległość do przebycia na mecz. Spotkania odbyły się 11–12 października 2023 (rozegrano po jednym meczu w parze).
| Drużyna 1            | Wynik       | Drużyna 2         |
| -------------------- | ----------- | ----------------- |
| 11 października 2023 |             |                   |
| CD Pradejón          | 1:2         | Atlético Lugones  |
| CP Mijas-Las Lagunas | 0:1         | Chiclana CF       |
| CP Ceuta 6 de Junio  | 0:3         | CD Buñol          |
| 12 października 2023 |             |                   |
| CD Hernán Cortés     | 3:1         | CD Sauzal         |
| Turégano CF          | 3:1         | CD Santurtzi      |
| CF Tardienta         | 2:1         | CD Zirauki        |
| Rubí                 | 0:0 (k.4:2) | UD Rotlet Molinar |
| CD Monte             | 0:1         | CD Boiro          |
| Melilla CD           | 1:3         | Deportivo Murcia  |
| CD Quintanar         | 1:0         | Unión Zona Norte  |

## Pierwsza runda
Wzięły w niej udział zwycięzcy rundy wstępnej a także wszystkie pozostałe drużyny z wyjątkiem półfinalistów Superpucharu Hiszpanii. Zespoły rozlosowano w taki sposób, by drużyny z Primera División zmierzyły się z ekipami z niższych lig. Losowanie przeprowadzono 17 października 2023. Spotkania odbyły się pomiędzy 31 października a 2 listopada 2023 (rozegrano po jednym meczu w parze).
| Drużyna 1               | Wynik          | Drużyna 2              |
| ----------------------- | -------------- | ---------------------- |
| 31 października 2023    |                |                        |
| CD Mensajero            | 0:2            | RCD Espanyol           |
| CD Varea                | 0:3            | Levante UD             |
| CP Cacereño             | 2:3 (po dogr.) | CD Castellón           |
| CF Talavera de la Reina | 0:2            | UD Almería             |
| CE Manacor              | 0:3            | UD Las Palmas          |
| Lorca Deportiva CF      | 0:4            | SD Eibar               |
| 1 listopada 2023        |                |                        |
| Atlético Lugones        | 0:6            | Rayo Vallecano         |
| CD San Roque Lepe       | 1:2            | Girona FC              |
| CF Badalona Futur       | 0:0 (k.2:4)    | Cádiz CF               |
| SD Azuaga               | 0:0 (k.2:3)    | FC Cartagena           |
| SCR Peña Deportiva      | 1:5            | Real Valladolid        |
| CD Navalcarnero         | 0:1            | AD Alcorcón            |
| AD Llerenense           | 0:2            | CD Leganés             |
| SD Compostela           | 0:1            | CD Tenerife            |
| Náxara CD               | 1:2            | UD Melilla             |
| UD Barbastro            | 1:0            | SD Ponferradina        |
| UCAM Murcia             | 0:0 (k.6:7)    | Linares Deportivo      |
| CD Quintanar            | 0:3            | Sevilla FC             |
| Turégano CF             | 0:4            | Celta Vigo             |
| Atlético Astorga FC     | 1:0            | FC Andorra             |
| CD Valle de Egüés       | 1:0 (po dogr.) | CD Teruel              |
| CA Antoniano            | 0:1            | CD Lugo                |
| Real Jaén               | 2:3            | CD Eldense             |
| Real Avilés             | 0:1            | CD Arenteiro           |
| CD Covadonga            | 1:3 (po dogr.) | Deportivo La Coruña    |
| CD Ursaria              | 1:2            | CD Cayón               |
| CD Guijuelo             | 0:3            | Sporting Gijón         |
| Zamora CF               | 2:2 (k.4:3)    | Racing Santander       |
| CD Manchego             | 1:3            | Antequera CF           |
| Arandina CF             | 1:0            | Real Murcia            |
| Terrassa FC             | 1:0            | Albacete Balompié      |
| Utebo FC                | 1:2 (po dogr.) | CD Mirandés            |
| CE Europa               | 0:2            | Elche CF               |
| Barakaldo CF            | 0:0 (k.2:4)    | Málaga CF              |
| CD Tudelano             | 1:0 (po dogr.) | Recreativo Huelva      |
| Gernika Club            | 0:2            | UD Salamanca           |
| Yeclano Deportivo       | 2:0 (po dogr.) | Atlético Sanluqueño CF |
| Orihuela CF             | 0:0 (k.6:5)    | Gimnàstic Tarragona    |
| Unión Adarve            | 1:2            | Linares Deportivo      |
| CF Tardienta            | 0:12           | Getafe CF              |
| CD Buñol                | 0:1            | Real Sociedad          |
| CD Boiro                | 0:4            | RCD Mallorca           |
| Águilas FC              | 0:1            | SD Huesca              |
| CE Andratx              | 3:2 (po dogr.) | SD Tarazona            |
| Marbella                | 1:3 (po dogr.) | Racing de Ferrol       |
| CEManresa               | 1:2 (po dogr.) | Real Oviedo            |
| CD Hernán Cortés        | 1:12           | Real Betis             |
| Unió Rubí               | 1:2            | Athletic Bilbao        |
| 2 listopada 2023        |                |                        |
| Chiclana CF             | 0:5            | Villarreal CF          |
| Arosa SC                | 3:0 (walkower) | Granada CF             |
| UD Logroñés             | 0:2            | Valencia CF            |
| Hércules CF             | 1:2            | Burgos CF              |
| CF Villanovense         | 2:1            | UD Ibiza               |
| Deportivo Murcia        | 0:10           | Deportivo Alavés       |
| 8 listopada 2023        |                |                        |
| Gimnástica Segoviana CF | 3:4 (po dogr.) | Sestao River Club      |
| 14 listopada 2023       |                |                        |
| Atzeneta UE             | 2:0            | Real Saragossa         |

## Druga runda
Zespoły rozlosowano w taki sposób, by drużyny z Primera División zmierzyły się z ekipami z niższych dywizji. Spotkania odbyły się pomiędzy 22 listopada a 7 grudnia 2023 (rozegrano po jednym meczu w parze).
| Drużyna 1           | Wynik          | Drużyna 2        |
| ------------------- | -------------- | ---------------- |
| 22 listopada 2023   |                |                  |
| Zamora CF           | 1:2 (po dogr.) | Villarreal CF    |
| 5 grudnia 2023      |                |                  |
| Atzeneta UE         | 1:2            | Getafe CF        |
| Arosa SC            | 0:1            | Valencia CF      |
| RCD Espanyol        | 3:1            | Real Valladolid  |
| CD Castellón        | 2:1            | Real Oviedo      |
| 6 grudnia 2023      |                |                  |
| UD Barbastro        | 1:0            | UD Almería       |
| Yeclano Deportivo   | 0:2            | Rayo Vallecano   |
| Antequera CF        | 0:2            | SD Huesca        |
| Deportivo La Coruña | 2:3 (po dogr.) | CD Tenerife      |
| AD Alcorcón         | 0:0 (k. 4:5)   | FC Cartagena     |
| Terrassa FC         | 0:1            | Deportivo Alavés |
| CE Andratx          | 0:1            | Real Sociedad    |
| CD Arenteiro        | 1:3            | Burgos CF        |
| Unionistas          | 2:0            | Sporting Gijón   |
| CF Villanovense     | 1:2            | Real Betis       |
| CD Valle de Egüés   | 0:3            | RCD Mallorca     |
| CD Lugo             | 2:0            | CD Mirandés      |
| Levante UD          | 0:1            | SD Amorebieta    |
| Atlético Astorga FC | 0:2            | Sevilla FC       |
| CD Tudelano         | 1:2 (po dogr.) | UD Las Palmas    |
| 7 grudnia 2023      |                |                  |
| Arandina CF         | 2:1            | Cádiz CF         |
| Linares Deportivo   | 1:3            | Elche CF         |
| Racing de Ferrol    | 1:0            | CD Leganés       |
| Málaga CF           | 1:0            | CD Eldense       |
| UD Melilla          | 1:1 (k. 1:4)   | SD Eibar         |
| Orihuela CF         | 2:5            | Girona FC        |
| CD Cayón            | 0:2            | Athletic Bilbao  |
| Sestao River Club   | 1:2            | Celta Vigo       |

## 1/16 finału
Cztery drużyny uczestniczące w półfinałach Superpucharu Hiszpanii 2023/24 zostały najpierw wylosowane z drużynami z najniższej kategorii. Po nich wszystkie pozostałe drużyny z najniższych kategorii zmierzyły się z resztą drużyn La Liga. Spotkania odbyły się pomiędzy 6 a 7 stycznia 2024 (rozegrano po jednym meczu w parze).
| Drużyna 1        | Wynik          | Drużyna 2       |
| ---------------- | -------------- | --------------- |
| 6 stycznia 2024  |                |                 |
| CD Lugo          | 1:3            | Atlético Madryt |
| RCD Espanyol     | 0:1            | Getafe CF       |
| Elche CF         | 0:2            | Girona FC       |
| SD Huesca        | 0:2 (po dogr.) | Rayo Vallecano  |
| Deportivo Alavés | 1:0            | Real Betis      |
| Arandina CF      | 1:3            | Real Madryt     |
| 7 stycznia 2024  |                |                 |
| Burgos CF        | 0:3            | RCD Mallorca    |
| SD Amorebieta    | 2:4            | Celta Vigo      |
| CD Castellón     | 0:1 (po dogr.) | CA Osasuna      |
| Racing de Ferrol | 1:2            | Sevilla FC      |
| Unionistas       | 1:1 (k. 7:6)   | Villarreal CF   |
| FC Cartagena     | 1:2 (po dogr.) | Valencia CF     |
| SD Eibar         | 0:3            | Athletic Bilbao |
| UD Barbastro     | 2:3            | FC Barcelona    |
| Málaga CF        | 0:1            | Real Sociedad   |
| CD Tenerife      | 2:0            | UD Las Palmas   |

### Mecze
| 6 stycznia 2024 | CD Lugo       | 1:3   | Atlético Madryt            |                                                         |
| 16:00 CET       | Antonetti 39' | (1:1) | 2' Correa · 66', 74' Depay | Anxo Carro, Lugo Widzów: 8168 Sędzia: Rubén Porras Rico |

| 6 stycznia 2024 | RCD Espanyol | 0:1   | Getafe CF |                                                                                                |
| 17:00 CET       |              | (0:0) | 87' Milla | Stage Front Stadium, Cornellà de Llobregat Widzów: 15 197 Sędzia: José Francisco García Lozano |

| 6 stycznia 2024 | Elche CF | 0:2   | Girona FC             |                                                                                    |
| 18:00 CET       |          | (0:1) | 37' Blind · 67' Couto | Estadio Manuel Martínez Valero, Elche Widzów: 15 518 Sędzia: Teodoro Sobrino Magán |

| 6 stycznia 2024 | SD Huesca | 0:2 (pd.)  | Rayo Vallecano                 |                                                                          |
| 19:00 CET       |           | (0:0, 0:0) | 118' Valentín · 120+2' Palazón | Estadio El Alcoraz, Huesca Widzów: 2629 Sędzia: Carlos Álvarez Fernández |

| 6 stycznia 2024 | Deportivo Alavés | 1:0   | Real Betis |                                                                                 |
| 20:00 CET       | Benavidez 57'    | (0:0) |            | Mendizorrotza Stadium, Vitoria-Gasteiz Widzów: 13 567 Sędzia: Jorge Bueno Mateo |

| 6 stycznia 2024 | Arandina CF        | 1:3   | Real Madryt                                |                                                                                       |
| 21:30 CET       | Nacho 90+3' (sam.) | (0:0) | 54' (k.) Joselu · 55' Díaz · 90+1' Rodrygo | Estadio Juan Carlos Higuero, Arandina Widzów: 10 000 Sędzia: Julián Villaseñor Julián |

| 7 stycznia 2024 | Burgos CF | 0:3   | RCD Mallorca                         |                                                                                  |
| 12:00 CET       |           | (0:0) | 63' González · 74' Larin · 81' Abdón | Estadio Municipal El Plantio, Burgos Widzów: 10 653 Sędzia: Iván Hernández Ramos |

| 7 stycznia 2024 | SD Amorebieta           | 2:4   | Celta Vigo                                     |                                                                  |
| 12:00 CET       | Jauregi 30' · Rayco 35' | (2:1) | 6' Rodríguez · 49' Jailson · 52', 75' Douvikas | Urritxe, Amorebieta Widzów: 1300 Sędzia: Antonio Martínez Moreno |

| 7 stycznia 2024 | CD Castellón | 0:1 (pd.)  | CA Osasuna |                                                                                       |
| 16:00 CET       |              | (0:0, 0:0) | 108' José  | Nou Estadi Castàlia, Castellón de la Plana Widzów: 14 182 Sędzia: Juan José López Mir |

| 7 stycznia 2024 | Racing de Ferrol | 1:2   | Sevilla FC              |                                                                             |
| 16:00 CET       | Manzanara 50'    | (0:1) | 30' Marcão · 87' Juanlu | Estadio Municipal da Malata, Ferrol Widzów: 11 011 Sędzia: Estévez Iglesias |

| 7 stycznia 2024 | Unionistas                                                                   | 1:1 k. 7:6    | Villarreal CF                                                                     |                                                                               |
| 18:00 CET       | Planas 87' (k.)                                                              | (0:0, k. 7:6) | 82' Akhomach                                                                      | Campo de Futbol Reina Sofía, Salamanca Widzów: 5710 Sędzia: Pérez de Mendiola |
| 18:00 CET       | · Mayor · Héctor · Ruiz · Planas · Ramírez · Al. Gómez · Giménez · Ad. Gómez | Rzuty karne   | · Gerard · Moreno · Coquelin · Trigueros · Sørloth · Terrats · Comesaña · Femenía | Campo de Futbol Reina Sofía, Salamanca Widzów: 5710 Sędzia: Pérez de Mendiola |

| 7 stycznia 2024 | FC Cartagena | 1:2 (pd.) | Valencia CF           |                                                                         |
| 19:00 CET       | Ortuño 4'    | (1:0)     | 73' Canós · 106' Gayà | Estadio Cartagonova, Kartagena Widzów: 8000 Sędzia: Álvaro Granel Peiró |

| 7 stycznia 2024 | SD Eibar | 0:3   | Athletic Bilbao                   |                                                                  |
| 19:00 CET       |          | (0:3) | 17', 40' Villalibre · 35' Muniain | Estadio de Ipurua, Eibar Widzów: 7499 Sędzia: Diego Sánchez Rojo |

| 7 stycznia 2024 | UD Barbastro                  | 2:3   | FC Barcelona                                    |                                                                            |
| 21:00 CET       | de Mesa 60' · Prat 90+3' (k.) | (0:1) | 18' López · 51' Raphinha · 88' (k.) Lewandowski | Municipal de Deportes, Barbastro Widzów: 5600 Sędzia: Ignacio Alonso López |

| 7 stycznia 2024 | Málaga CF | 0:1   | Real Sociedad |                                                                            |
| 21:00 CET       |           | (0:0) | 49' Zubeldia  | Estadio La Rosaleda, Malaga Widzów: 22 111 Sędzia: Javier Martínez Nicolás |

| 7 stycznia 2024 | CD Tenerife       | 2:0   | UD Las Palmas |                                                                          |
| 22:00 CET       | Amo 4' · Cruz 21' | (2:0) |               | Estadio de Tenerife, Teneryfa Widzów: 21 417 Sędzia: Jon Núñez Fernández |

## 1/8 finału
W pierwszej kolejności drużyny La Liga zostały dolosowane do zespołów z niższych lig. Pozostałe ekipy La Liga zostały rozlosowane między sobą. Losowanie odbyło się 8 stycznia 2024. Spotkania odbyły się pomiędzy 16 a 18 stycznia 2024 (rozegrano po jednym meczu w parze).
| Drużyna 1        | Wynik          | Drużyna 2        |
| ---------------- | -------------- | ---------------- |
| 16 stycznia 2024 |                |                  |
| Getafe CF        | 1:3            | Sevilla FC       |
| Athletic Bilbao  | 2:0            | Deportivo Alavés |
| CD Tenerife      | 0:1 (po dogr.) | RCD Mallorca     |
| 17 stycznia 2024 |                |                  |
| Valencia CF      | 1:3            | Celta Vigo       |
| CA Osasuna       | 0:2            | Real Sociedad    |
| Girona FC        | 3:1            | Rayo Vallecano   |
| 18 stycznia 2024 |                |                  |
| Unionistas       | 1:3            | FC Barcelona     |
| Atlético Madryt  | 4:2 (po dogr.) | Real Madryt      |

### Mecze
| 16 stycznia 2024 | Getafe CF | 1:3   | Sevilla FC                 |                                                                      |
| 20:00 CET        | Mata 23'  | (1:1) | 8' Ramos · 48', 55' Romero | Estadio Coliseum, Getafe Widzów: 12 581 Sędzia: Alejandro Muñiz Ruiz |

| 16 stycznia 2024 | Athletic Bilbao     | 2:0   | Deportivo Alavés |                                                           |
| 21:00 CET        | Villalibre 28', 60' | (1:0) |                  | San Mamés, Bilbao Widzów: 45 233 Sędzia: César Soto Grado |

| 16 stycznia 2024 | CD Tenerife | 0:1 (pd.) | RCD Mallorca |                                                                         |
| 22:00 CET        |             | (0:0)     | 120' Larin   | Estadio de Tenerife, Teneryfa Widzów: 20 176 Sędzia: Mario Melero López |

| 17 stycznia 2024 | Valencia CF     | 1:3   | Celta Vigo                               |                                                                        |
| 20:00 CET        | Pepelu 29' (k.) | (1:2) | 13' de la Torre · 18' (k.), 80' Douvikas | Mestalla, Walencja Widzów: 44 456 Sędzia: Ricardo de Burgos Bengoetxea |

| 17 stycznia 2024 | CA Osasuna | 0:2   | Real Sociedad                     |                                                                                  |
| 21:00 CET        |            | (0:0) | 57' (k.) Oyarzabal · 90+8' Merino | Estadio El Sadar, Pampeluna Widzów: 21 116 Sędzia: Alejandro Hernández Hernández |

| 17 stycznia 2024 | Girona FC                        | 3:1   | Rayo Vallecano |                                                                      |
| 21:30 CET        | Stuani 15', 19' (k.) · Blind 26' | (3:1) | 36' Nteka      | Estadi Montilivi, Girona Widzów: 7911 Sędzia: Jorge Figueroa Vázquez |

| 18 stycznia 2024 | Unionistas | 1:3   | Barcelona                           |                                                                                            |
| 19:30 CET        | Gómez 31'  | (1:1) | 45' Torres · 69' Koundé · 73' Balde | Campo de Futbol Reina Sofía, Salamanca Widzów: 6246 Sędzia: Francisco José Hernández Maeso |

| 18 stycznia 2024 | Atlético Madryt                                       | 4:2 (pd.)  | Real Madryt                   |                                                                               |
| 21:30 CET        | Lino 39' · Morata 57' · Griezmann 100' · Riqelme 118' | (1:1, 2:2) | 45' (sam.) Oblak · 82' Joselu | Wanda Metropolitano, Madryt Widzów: 69 500 Sędzia: Guillermo Cuadra Fernández |

## Ćwierćfinały
Spotkania odbyły się w dniach 23-25 stycznia 2024 (rozegrano po jednym meczu w parze). Losowanie przeprowadzono 19 stycznia 2024.
| Drużyna 1        | Wynik          | Drużyna 2     |
| ---------------- | -------------- | ------------- |
| 23 stycznia 2024 |                |               |
| Celta Vigo       | 1:2            | Real Sociedad |
| 24 stycznia 2024 |                |               |
| RCD Mallorca     | 3:2            | Girona FC     |
| Athletic Bilbao  | 4:2 (po dogr.) | FC Barcelona  |
| 25 stycznia 2024 |                |               |
| Atlético Madryt  | 1:0            | Sevilla FC    |

### Mecze
| 23 stycznia 2024 | Celta Vigo        | 1:2   | Real Sociedad             |                                                                |
| 21:30 CET        | De la Torre 90+2' | (0:1) | 2' Oyarzabal · 66' Becker | Estadio Balaídos, Vigo Widzów: 20 903 Sędzia: César Soto Grado |

| 24 stycznia 2024 | RCD Mallorca                    | 3:2   | Girona FC                     |                                                                             |
| 19:30 CET        | Larin 21' · Abdón 28', 35' (k.) | (3:0) | 68' (k.) Stuani · 90+6' Sávio | Iberostar Estadio, Majorka Widzów: 19 950 Sędzia: José Luis Munuera Montero |

| 24 stycznia 2024 | Athletic Bilbao                                          | 4:2 (pd.)  | FC Barcelona                |                                                                      |
| 21:30 CET        | Guruzeta 1' · Sancet 49' · Williams 107' · Williams 121' | (1:2, 2:2) | 26' Lewandowski · 32' Yamal | San Mamés, Bilbao Widzów: 50 403 Sędzia: José María Sánchez Martínez |

| 25 stycznia 2024 | Atlético Madryt | 1:0   | Sevilla FC |                                                                      |
| 21:00 CET        | Depay 79'       | (0:0) |            | Wanda Metropolitano, Madryt Widzów: 60 159 Sędzia: Jesús Gil Manzano |

## Półfinały
Przeprowadzone w formule dwumeczów. Pierwsze spotkania rozegrano w dniach 6-7 lutego, natomiast rewanże w dniach 27 i 29 lutego 2024. Losowanie odbyło się 26 stycznia 2024.
| Drużyna 1                            | Wynik dwumeczu | Drużyna 2       | Pierwszy mecz | Drugi mecz |
| ------------------------------------ | -------------- | --------------- | ------------- | ---------- |
| RCD Mallorca                         | 1:1 (k.) 5:4   | Real Sociedad   | 0:0           | 1:1        |
| Atlético Madryt                      | 0:4            | Athletic Bilbao | 0:1           | 0:3        |
| Po lewej gospodarz pierwszego meczu. |                |                 |               |            |

### Pierwsze mecze
| 6 lutego 2024 | RCD Mallorca | 0:0   | Real Sociedad |                                                                        |
| 21:00 CET     |              | (0:0) |               | Iberostar Estadio, Majorka Widzów: 22 051 Sędzia: Alejandro Muñiz Ruiz |

| 7 lutego 2024 | Atlético Madryt | 0:1   | Athletic Bilbao         |                                                                                  |
| 21:30 CET     |                 | (0:1) | 25' (k.) Álex Berenguer | Wanda Metropolitano, Madryt Widzów: 65 029 Sędzia: Alejandro Hernández Hernández |

### Rewanże
| 27 lutego 2024 | Real Sociedad                                              | 1:1 k. 4:5         | RCD Mallorca                                        |                                                                        |
| 21:30 CET      | Oyarzabal 71'                                              | (0:0, 1:1, k. 4:5) | 50' González                                        | Estadio Anoeta, San Sebastian Widzów: 35 781 Sędzia: Jesús Gil Manzano |
| 21:30 CET      | · Oyarzabal · Turrientes · Olasagasti · Zubimendi · Becker | Rzuty karne        | · Muriqi · Morlanes · Mascarell · Radonjic · Darder | Estadio Anoeta, San Sebastian Widzów: 35 781 Sędzia: Jesús Gil Manzano |

| 29 lutego 2024 | Athletic Bilbao                            | 3:0   | Atlético Madryt |                                                                |
| 21:30 CET      | Williams 13' · Williams 42' · Guruzeta 61' | (2:0) |                 | San Mamés, Bilbao Widzów: 52 061 Sędzia: Juan Martínez Munuera |

## Finał
| 6 kwietnia 202422:00 CET | Athletic Bilbao                           | 1:1 (pd.)(0:1, 1:1, 1:1, k. 4:2) | RCD Mallorca                             | Estadio La Cartuja, Sewilla Widzów: 57 619 Sędzia: José Luis Munuera Montero |
| 6 kwietnia 202422:00 CET | Sancet 50'                                | 1:1 (pd.)(0:1, 1:1, 1:1, k. 4:2) | 21' Rodríguez                            | Estadio La Cartuja, Sewilla Widzów: 57 619 Sędzia: José Luis Munuera Montero |
| 6 kwietnia 202422:00 CET | · R. García · Muniain · Vesga · Berenguer | Rzuty karne                      | · Muriqi · Morlanes · Radonjić · Sánchez | Estadio La Cartuja, Sewilla Widzów: 57 619 Sędzia: José Luis Munuera Montero |

| Athletic Bilbao | RCD Mallorca |

|                  | 13 | Julen Agirrezabala       |     |        |
|                  | 18 | Óscar de Marcos (c)      |     |        |
|                  | 3  | Dani Vivian              |     |        |
|                  | 4  | Aitor Paredes            | 27' |        |
|                  | 17 | Yuri Berchiche           |     | 105+1' |
|                  | 16 | Iñigo de Galarreta       |     | 80'    |
|                  | 24 | Beñat Prados             |     | 46'    |
|                  | 9  | Iñaki Williams           |     | 91'    |
|                  | 8  | Oihan Sancet             |     | 91'    |
|                  | 11 | Nico Williams            |     |        |
|                  | 12 | Gorka Guruzeta           |     | 91'    |
| Zmiany:          |    |                          |     |        |
|                  | 1  | Unai Simón               |     |        |
|                  | 19 | Imanol García de Albéniz |     |        |
|                  | 6  | Mikel Vesga              |     | 46'    |
|                  | 7  | Alejandro Berenguer      |     | 91'    |
|                  | 14 | Dani García              |     |        |
|                  | 15 | Iñigo Lekue              |     | 105+1' |
|                  | 21 | Ander Herrera            |     |        |
|                  | 30 | Unai Gómez               |     | 80'    |
|                  | 10 | Iker Muniain             |     | 91'    |
|                  | 20 | Asier Villalibre         |     |        |
|                  | 22 | Raúl García              |     | 91'    |
| Trener:          |    |                          |     |        |
| Ernesto Valverde |    |                          |     |        |

|                | 13 | Dominik Greif        |       |        |
|                | 20 | Giovanni González    |       |        |
|                | 24 | Martin Valjent       |       | 91'    |
|                | 21 | Antonio Raíllo (c)   |       |        |
|                | 6  | José Manuel Copete   |       | 105+3' |
|                | 3  | Toni Lato            |       | 110'   |
|                | 10 | Sergi Darder         |       | 62'    |
|                | 12 | Samú Costa           |       |        |
|                | 14 | Daniel Rodríguez     |       | 73'    |
|                | 17 | Cyle Larin           |       | 62'    |
|                | 7  | Vedat Muriqi         | 90+1' |        |
| Zmiany:        |    |                      |       |        |
|                | 1  | Predrag Rajković     |       |        |
|                | 25 | Iván Cuéllar         |       |        |
|                | 2  | Matija Nastasić      |       | 105+3' |
|                | 4  | Siebe Van der Heyden |       | 110'   |
|                | 11 | Jaume Costa          |       |        |
|                | 15 | Pablo Maffeo         |       | 91'    |
|                | 5  | Omar Mascarell       |       |        |
|                | 8  | Manu Morlanes        |       | 62'    |
|                | 18 | Antonio Sánchez      |       | 62'    |
|                | 9  | Abdón Prats          |       |        |
|                | 23 | Nemanja Radonjić     | 119'  | 73'    |
| Trener:        |    |                      |       |        |
| Javier Aguirre |    |                      |       |        |

| Puchar Króla 2023–24 Zwycięzcy |
| ------------------------------ |
| Athletic Bilbao 24. Tytuł      |

## Najlepsi strzelcy
| Bramki | Zawodnik            | Drużyna         |
| ------ | ------------------- | --------------- |
| 6      | Anastasios Douvikas | Celta Vigo      |
| 6      | Asier Villalibre    | Athletic Bilbao |
| 6      | Abdón Prats         | RCD Mallorca    |
| 5      | Willian José        | Real Betis      |
| 4      | Cyle Larin          | RCD Mallorca    |
| 4      | Cristhian Stuani    | Girona FC       |

Źródło: